# Università Semmelweis
L'Università Semmelweis è un'università statale ungherese, con sede a Budapest in Üllői út.

## Storia
Reca l'attuale denominazione dal 1969, in onore del medico Ignác Semmelweis. Prima di allora si chiamava Reale Università ungherese di Scienza. Fu fondata nel 1769, quando l'Ungheria faceva parte dell'Impero Asburgico, per volere di Maria Teresa d'Austria.
Si tratta di un'università specializzata in discipline mediche, farmacologiche e sanitarie. Prima del 1769 i medici ungheresi si formavano all'estero, dato che l' Università di Trnava, fondata nel 1635, mancava di quei corsi di laurea.

## Organizzazione
Le facoltà sono 6:
- Facoltà András Pető (con discipline afferenti a Scienze Motorie, finalizzate alla formazione degli insegnanti di educazione fisica e dei fisioterapisti)
- Facoltà di Medicina
- Facoltà di Farmacia
- Facoltà di Odontoiatria
- Facoltà di Igiene e Servizi Pubblici
- Facoltà di Studi Sanitari